# Shao Hua
Shao Hua, född den 30 oktober 1938, död den 24 juni 2008, tidigare känd som Zhang Shao Hua (张少华) men född som Chen Anyun (陈安云), var en kinesisk fotograf och generalmajor i Folkets befrielsearmé.  Hon var svåger till Mao Zedong och fru till Maos andre son, Mao Anqing, som avled 2007.

## Biografi
Shao föddes i oktober 1938 i Yan'an, Shaanxi provinsen. 

## Karriär
Shao började att arbeta som a fotograf med en rysk kamera som hon hade fått av Mao Zedongs äldste son Mao Anying.  Under åren efter det kinesiska inbördeskriget åkte hon runt i landet som fotograf. Hon fotograferade fabriker, skolor, militära anläggningar och dylikt, men också av fattiga kinesiska byar. Hon blev chef för det kinesiska fotografförbundet 2002 och behöll den positionen till sin död 2008. Hon tjänstgjorde också som generalmajor i People's Liberation Army.

## Familjeliv
Shao gifte sig med Mao Anqing, Mao Zedongs andra son, som också var rysk lingvist, i september 1960. Paret fick en son, Mao Xinyu.

## Dog 2008 i Beijing
Shao Hua avled 2008 i Beijing. Hon var då 69 år.